# Pseudacris ocularis
Pseudacris ocularis es una especie de anfibio anuro distribuido por los Estados Unidos, desde Virginia hasta Florida.  Se trata de una pequeña rana que sólo alcanza a un máximo de 19 mm de largo. Normalmente es de color marrón pálido, pero puede tener un color verde o rosa tintado. Esta especie se encuentra principalmente en torno a ciénagas pantanosas .